# Grammorhoe polygrammata
Grammorhoe polygrammata là một loài bướm đêm trong họ Geometridae.